# Alexandre Piquet
Alexandre Charles Piquet est un homme politique français né le 23 mai 1755 à Falaise (Calvados) et mort le 17 juillet 1817 à Caen (Calvados).

## Biographie
Avocat général à la cour royale de Caen, il est député du Calvados de 1815 à 1816, siégeant dans la majorité soutenant la Restauration.

## Sources
« Alexandre Piquet », dans Adolphe Robert et Gaston Cougny, Dictionnaire des parlementaires français, Edgar Bourloton, 1889-1891 [détail de l’édition]